# Lea Sophie Salfeld
Lea Sophie Salfeld (* 1985 in Oldenburg (Oldenburg)) ist eine deutsche Schauspielerin und Sängerin.

## Leben
Salfeld studierte nach ihrem Abitur in Berlin Jazz-Gesang und von 2008 bis 2012 Schauspiel an der Otto-Falckenberg-Schule in München. Während des Studiums wirkte sie an den Münchner Kammerspielen in Die letzte Bastion (Regie: Frederik Tidén) und in Jeff Koons von Rainald Goetz (Regie: Christiane Pohle) sowie in Julia Zanges Die Anstalt der besseren Mädchen (Regie: Sylvia Sobottka) mit. Zudem spielte sie in der Produktion der Münchner Opernfestspiele Narrenschiffe (Regie: Barbara Weber).
Seit Frühjahr 2012 ist Salfeld im Verband des Theaters Augsburg. Dort war sie in Der goldene Drache und Das weiße Album zu sehen. In der Spielzeit 2012/13 wirkte sie in Ulrike Maria Stuart, Der Zauberer von Oz, Minna von Barnhelm und Ursprung der Welt mit. Zudem übernahm sie im Sommer 2013 die Partie der „Jeanie“ im Rockmusical Hair auf der Augsburger Freilichtbühne. Außerdem war Salfeld in Die Bekenntnisse der Marion Krotowski, Der gute Mensch von Sezuan als „Shen Te“ und „Shui Ta“ und als „Ophelia“ in Hamlet, Prinz von Dänemark zu sehen.
Im Jahr 2014 spielt sie die „Mae“ in Tennessee Williams’ Die Katze auf dem heißen Blechdach (Regie: Matthias Fontheim).
Darüber hinaus trat sie 2014 und 2015 als Sängerin in den Musicals Hair bzw. Blues Brothers auf der Freilichtbühne Augsburg auf. Neben ihrer Schauspielaktivität ist sie auch als Sprecherin aktiv. Zudem war sie 2016 Jurorin der Vorauswahlen in Augsburg für den Bundeswettbewerb Gesang Berlin.
Von 2018 bis 2020 war sie Ensemblemitglied am Staatstheater Nürnberg und war dort unter anderem in dem David-Bowie-Musical Lazarus sowie in Amphitryon (Regie: Anne Lenk) zu sehen.
Seitdem arbeitet Lea Sophie Salfeld freischaffend an verschiedenen Theatern (Schauspiel Hannover, Düsseldorfer Schauspielhaus, Staatstheater Braunschweig) und für Film und Fernsehen.
2023 war sie als eine der vier Hauptrollen in der ZDF-Serie Hotel Mondial zu sehen. Sie verkörperte dort die Rolle der Concierge Maria Rietzel.

## Rollen Theater (Auswahl)
- 2012: Der Zauberer von Oz, als Dorothy
- 2012: Minna von Barnhelm, als Franziska
- 2013: Der gute Mensch von Sezuan, als Shen Te, Shui Ta
- 2014: Die Katze auf dem heißen Blechdach, als Mae
- 2014: Wir lieben und wissen nichts, als Hannah
- 2015: Die Heilige Johanna der Schlachthöfe, als Martha, Soldat der Schwarzen Strohhüte
- 2015: Der ideale Mann, als Mrs. Marchmont
- 2015: Kleiner Mann – was nun?, als Lämmchen
- 2015: Peter Pan, als Wendy
- 2016: Endstation Sehnsucht (Gesang, Musik)
- 2016/17: Jesus Christ Superstar, Regie: Pascale Chevroton, als Maria Magdalena, Mainfrankentheater Würzburg
- 2018: Störtebeker, Regie: Peter Jordan, Leonard Koppelmann, am St. Pauli Theater Hamburg
- 2018: Komödie mit Banküberfall, Regie: Christian Brey, als Caprice, Staatstheater Nürnberg
- 2019: Lazarus, Regie: Tilo Nest, als Elly, Staatstheater Nürnberg
- 2020: Amphitryon: Regie: Anne Lenk, Staatstheater Nürnberg
- 2021: Der Eingebildete Kranke, Regie: Anne Lenk, Schauspiel Hannover
- 2022: Der Ideale Mann, Regie: Dagmar Schlingmann, Staatstheater Braunschweig
- 2023: Professor Mamlock, Regie: Christoph Mehler, Staatstheater Braunschweig
- 2023: Das mangelnde Licht, Regie: Dagmar Schlingmann, Rolle: Manana Koridse, Staatstheater Braunschweig
- 2023/24: Babettes Fest, Regie: Christoph Diem, Rolle: Babette, Staatstheater Braunschweig
- 2024: State of the Union, Regie: Matthias Rippert, Rolle: Louise, Staatstheater Braunschweig
- 2024: Die Dreigroschenoper, Rolle: Polly Peachum, Staatstheater Braunschweig
- 2024/25: König Lear, Rolle: Regan, Schauspielhaus Zürich

## Filmografie
- 2022: Mordsschwestern – Verbrechen ist Familiensache
- 2023: Hotel Mondial
- 2025: In aller Freundschaft – Die jungen Ärzte (Fernsehserie, Folge Sichtweisen)